# 盧希克
盧希克（俄语：Русик，1999年?－2003年7月12日）是俄羅斯斯塔夫羅波爾的一隻「偵探貓」，以協助當地警方追捕魚子醬走私而聞名:269-270。

## 生平
2002年，還是一隻流浪小貓的牠被斯塔夫羅波爾的一個警察檢查站收養，被命名為「盧希克」，牠展現出了能夠嗅出走私魚的能力。裏海警方培訓了盧希克一年後便讓牠投入工作，在檢查站檢查過往車輛。盧希克在緝捕魚子醬走私方面立下不少功勞，無論走私者將魚藏在何處，牠都能找出來。牠很快就替代了一隻德國牧羊犬。
2003年7月，盧希克在執行任務時被一輛汽車撞死，警方認為是黑道買兇殺貓，但並無證據。